# Ужова
У́жова — село в Україні, у Луцькому районі Волинської області. Входить до складу Копачівської сільської громади. Населення становить 115 осіб.
В 70-их роках XX століття до Ужова було приєднане сусіднє село Глинище, яке перейняло його назву.
У селі пройшли дитячі роки українського письменника, лауреата Народної Шевченківської премії, доктора наук із соціальних комунікацій, професора Павлюка Ігоря Зиновійовича.
Тут (зокрема, в Глинищах) з червня 1946 по вересень 1958 рік мешкав Струцюк Йосип Георгійович — письменник, лауреат багатьох літературних як всеукраїнських, так і міжнародних премій, заслужений діяч мистецтв України.

## Історія
У 1906 році колонія Рожиської волості Луцького повіту Волинської губернії. Відстань від повітового міста 25 верст, від волості 10. Дворів 24, мешканців 243.

## Населення
Згідно з переписом УРСР 1989 року чисельність наявного населення села становила 128 осіб, з яких 50 чоловіків та 78 жінок.
За переписом населення України 2001 року в селі мешкало 115 осіб.

### Мова
Розподіл населення за рідною мовою за даними перепису 2001 року:
| Мова       | Відсоток |
| ---------- | -------- |
| українська | 94,78 %  |
| російська  | 5,22 %   |